# Joseph Dumont (zapaśnik)
Joseph Hubert Dumont, znany też jako Jean Dumont (ur. 12 stycznia 1886 w Liège, zm. 13 lipca 1960) – belgijski zapaśnik walczący w stylu klasycznym. Olimpijczyk z Paryża 1924, gdzie zajął dwudzieste miejsce w wadze średniej.

## Turniej wParyżu 1924
| Konkurencja          | Walki                         | Walki                     | Klas. końcowa |
| Konkurencja          | Przeciwnik I                  | Przeciwnik II             | Miejsce       |
| -------------------- | ----------------------------- | ------------------------- | ------------- |
| 75 kg styl klasyczny | Robert Christoffersen (DEN) P | Edvard Westerlund (FIN) P | 20.           |